# 교회 선법

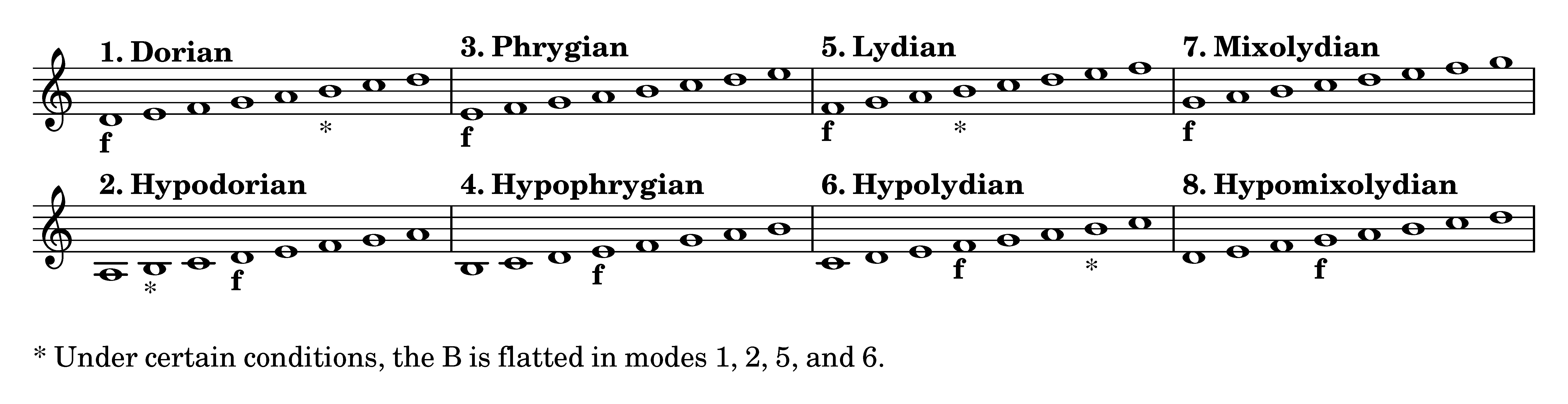
교회 선법.

교회 선법은 그레고리오 성가를 표현하는 데 쓰이는 선법이다.

## 정의
교회선법은 서양의 중세 및 르네상스시대의 음악을 지배한 음조직이다. 중세의 종교음악은 모두 4가지의 정격선법(政格旋法), 즉 도리아(Doria), 프리지아(Phrygia), 리디아(Lydia), 믹솔리디아(Mixo－lydia)와 4가지의 변격선법(變格旋法), 즉 하이포도리아(Hypo－doria), 하이포프리지아, 하이포리디아, 하이포믹솔리디아 등 모두 8가지의 선법으로 되어 있었으나, 그 뒤 16세기에 이르러 여기에 2가지의 정격선법 에올리아(Aeolia), 이오니아(Ionia)와 2가지의 변격선법 히포에올리아(Hypoaeol－ia), 히포이오니아가 더하여져서 모두 12가지가 되었다. 이와 같은 선법 가운데서 이오니아와 에올리아 두 선법이 17세기경부터 발전하여 오늘날의 장·단 두 음계가 생겼다. 각 선법은 장·단 두 음계에 으뜸음·딸림음에 대응하는 마침음·지배음을 가지고 있다.

## 개요
그레고리오 성가에서 8가지의 선법이 인정되어 오늘날에 이르고 있음은 모두 같은 온음계 계열을 바탕으로 하며, 그 각각이 옥타브에 걸친 독자적인 음넓이(안비투스)와 독자적인 마침음(피날리스)에 의해서 성격화되고 있다. 그레고리오 성가에서는 D, E, F, G의 4개 피날리스에 두 가지 선법이 마련되고, 피날리스에서 피날리스까지의 옥타브의 음넓이를 지니는 정격선법(政格旋法)과 도리아, 프리지아, 리디아, 믹솔리디아의 각 선법 및 피날리스의 아래 4도에서 위 5도까지 옥타브의 변격선법(變格旋法), 즉 히포도리아, 히포프리지아, 히폴리디아, 히포믹솔리디아의 각 선법이 있다. 명칭은 그리스 선법에서 유래되었으나 양자간에는 내적 관계가 전혀 없다. 16세기에 스위스의 음악가 그라레아누스가 그의 저서 <도네카코르돈>(1547)에서 정·변(正·變) 4개의 선법을 도입하여 12선법을 확립하였다. 이 교회선법은 17, 18세기에 이르러 근대의 장단조(長短調) 음조직으로 전환하기까지 중세 르네상스의 음계로 이어져 내려왔다.

## 같이 보기
- 선법 (음악)